# Lamborghini Sián FKP 37
Lamborghini Sián FKP 37 — перший гібридний суперкар з V12 і суперконденсаторами, випущений компанією Lamborghini. Вперше автомобіль був показаний на автосалоні в Франкфурті 2019 року.

## Опис

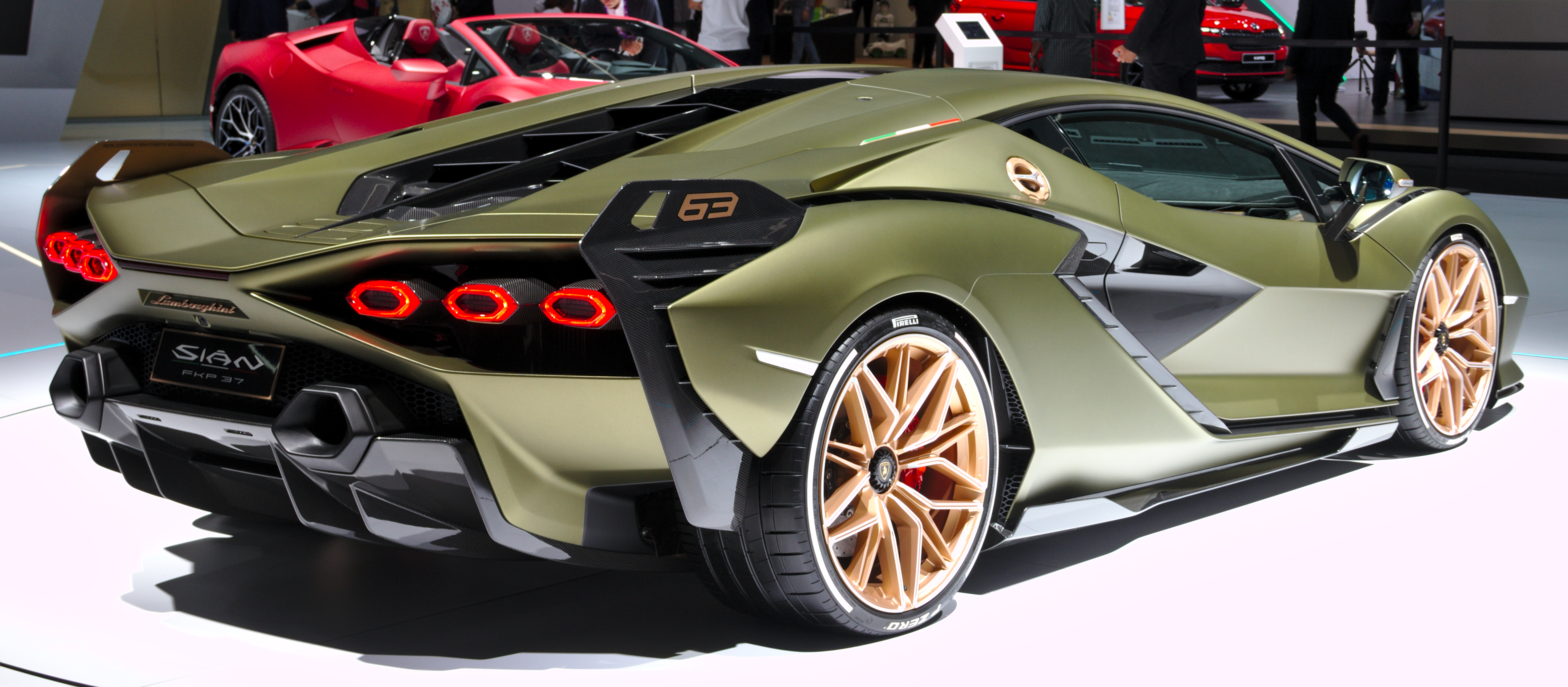

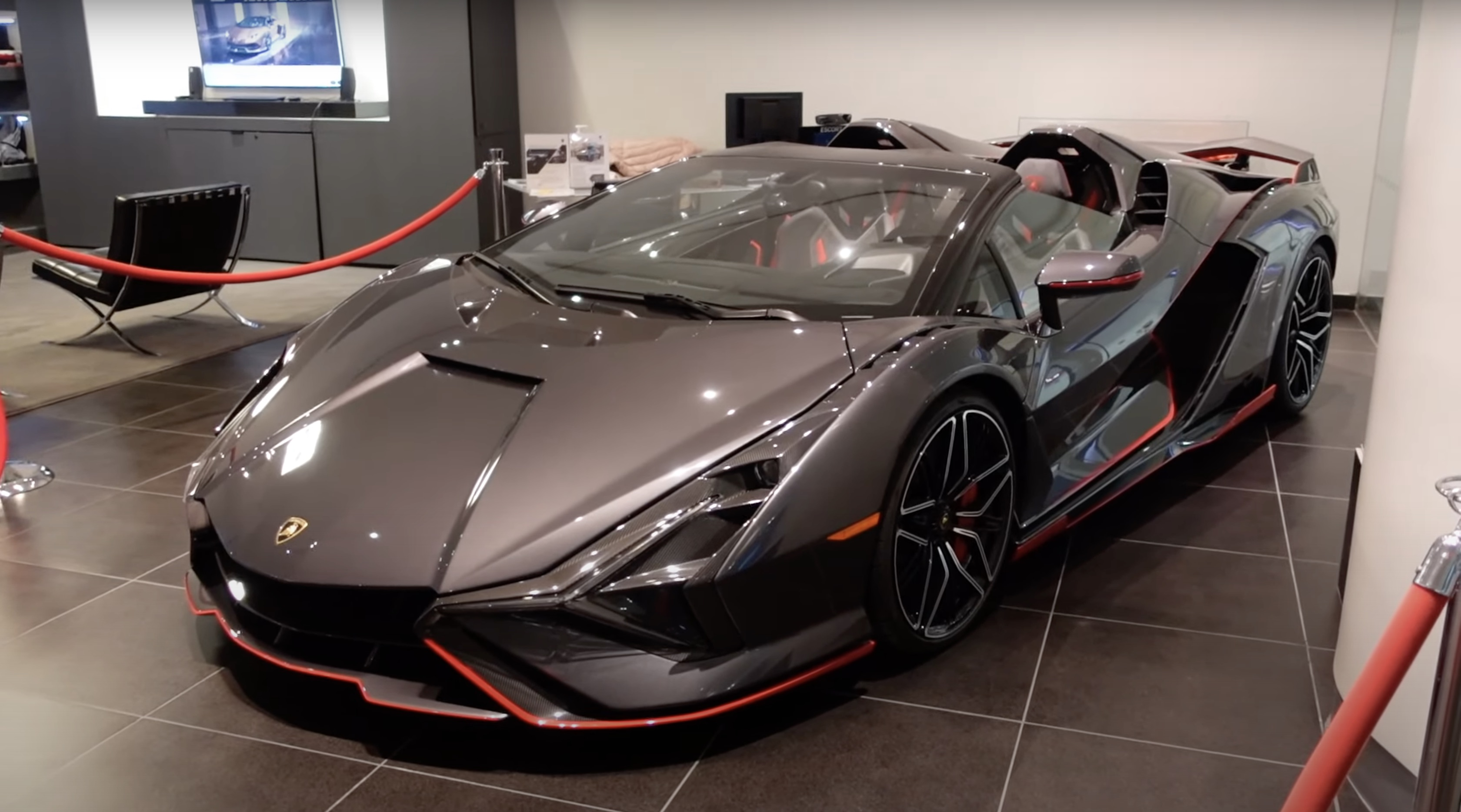
Lamborghini Sián FKP 37 Roadster

У рух Sián FKP 37 приводить 6,5-літровий двигун V12 потужністю 785 к.с. (720 Нм), який працює в парі з 48-вольтним електромотором потужністю 34 к.с. (38 Нм). Сумарна віддача нових м'якої гібридної системи складає 819 к.с. Розгін від 0 до 100 км/год займає менше 2,8 секунди, а максимальна швидкість обмежена на позначці 350 км/год.
Lamborghini випустить 63 примірника ексклюзивного спорткара. Вартість кожного Sián FKP 37 стартує від $3,6 мільйона.
Влітку 2020 року було представлено відкриту версію Sián Roadster, що лімітовано до випуску серією 19 примірників. Авто оснащено тим же двигуном V12 та суперконденсаторами, що й купе, та розвиває понад 350 км/год максимальної швидкості.

## Двигуни
- 6.5 L L539 V12 785 к.с. (720 Нм) + електродвигун 34 к.с. (38 Нм), сумарно 819 к.с. 758 Нм